# أنطونيو كابرال دي ميلو
أنطونيو كابرال دي ميلو هو سياسي أرجنتيني، ولد في 21 نوفمبر 1646 في بوينس آيرس في الأرجنتين، وتوفي بنفس المكان في 1700.